# Abolboda glomerata
Abolboda glomerata là một loài thực vật hạt kín trong họ Hoàng đầu. Loài này được Maguire mô tả khoa học đầu tiên năm 1958.